# Ambasada RP w Seulu
Ambasada Rzeczypospolitej Polskiej w Seulu (kor. 주한 폴란드 대사관) – placówka dyplomatyczna Rzeczypospolitej Polskiej w Republice Korei.

## Historia
Polska Rzeczpospolita Ludowa utrzymywała stosunki dyplomatyczne prawie do końca swego istnienia jedynie z Koreańską Republiką Ludowo-Demokratyczną. Od 1953 Polska bierze udział w pracach Komisji Nadzorczej Państw Neutralnych, która nadzoruje przestrzeganie zawieszenia broni pomiędzy oboma państwami na Półwyspie Koreańskim.
Pierwsze nieoficjalne kontakty gospodarcze pomiędzy PRL a RK odnotowuje się w 1976, jednak stosunki dyplomatyczne z Republiką Korei państwo polskie nawiązało dopiero w 1989. Ambasada Polski w Seulu rozpoczęła działalność 17 stycznia 1990.